# جزیره رمانتیک
جزیره رمانتیک (کره‌ای: 로맨틱 아일랜드؛ انگلیسی: Romantic Island) یک فیلم کمدی رمانتیک سال ۲۰۰۸ کره جنوبی به نویسندگی لی جونگ سوب و به کارگردانی کانگ چول وو است.

## بازیگران
- لی سون کیون در نقش کانگ جه هیوک
- لی سو کیونگ در نقش چوی سو جین
- لی مین کی در نقش جونگ هوان
- یوجین در نقش یو گا یونگ